# Adam Krasuski
Adam Krasuski (ur. 20 lutego 1976 w Węgrowie) – polski inżynier informatyk, doktor habilitowany nauk inżynieryjno-technicznych, brygadier Państwowej Straży Pożarnej. Specjalizuje się zastosowaniach narzędzi informatycznych w ochronie przeciwpożarowej (m.in. systemy wspomagania decyzji, analiza ryzyka, eksploracja danych). Wykładowca Szkoły Głównej Służby Pożarniczej oraz  Uniwersytetu Aalto.

## Życiorys
Dyplom magistra inżyniera uzyskał na Wydziale Inżynierii Bezpieczeństwa Pożarowego Szkoły Głównej Służby Pożarniczej w 2001, gdzie następnie został zatrudniony w Zakładzie Informatyki i Łączności (2001–2010). Ukończył także studia z inżynierii sterowania na Wydziale Elektrycznym Politechniki Warszawskiej (2003).
Doktoryzował się na Wydziale Informatyki Politechniki Białostockiej w 2010 na podstawie pracy pt. Usługi katalogowe w architekturze rozproszonej bazy danych w procesie wspomagania podejmowania decyzji w Państwowej Straży Pożarnej (promotorem pracy był prof. Tadeusz Maciak). Po doktoracie awansował na stanowisko adiunkta w Zakładzie Matematyki i Informatyki macierzystej SGSP (kierował Zakładem w latach 2016–2018). Od 2018 pełni funkcję kierownika Katedry Nauk Ścisłych SGSP.
Habilitację uzyskał na Wydziale Instalacji Budowlanych, Hydrotechniki i Inżynierii Środowiska Politechniki Warszawskiej w 2019 na podstawie oceny dorobku naukowego i rozprawy pt. Multisymulacje: symulacje stochastyczne w ocenie bezpieczeństwa pożarowego budynków.
Od 2016 roku członek rady redakcyjnej czasopisma „Fire Technology". Twórca ilościowej analizy ryzyka pożarowego multisymulacje.  
Odznaczony Brązowym Krzyżem Zasługi (2023) za wybitne zasługi dla rozwoju ochrony przeciwpożarowej i działalność społeczną.  

## Życie prywatne
Żonaty, dwoje dzieci. Razem z małżonką sportowa para taneczna PTT Senior II Standard, Latin